# Lisa Regnell
Lisa Teresia Regnell est une plongeuse suédoise née le 3 février 1887 à Stockholm et morte le 5 novembre 1979 dans la même ville.

## Biographie
Aux Jeux olympiques d'été de 1912 à Stockholm, elle remporte la médaille d'argent en plateforme à 10 mètres.
Elle est la sœur de la plongeuse Elsa Regnell, qui a terminé quatrième de la même épreuve des Jeux, et du nageur Nils Regnell, qui a participé aux épreuves de natation aux Jeux olympiques intercalés de 1906 à Athènes.